# Ignaz Battlogg
Ignaz Battlogg (* 13. Jänner 1925 in St. Anton im Montafon; † 22. August 1981 in Schruns) war ein österreichischer Politiker (ÖVP) und Landwirt. Battlogg war von 1959 bis 1981 Abgeordneter zum Vorarlberger Landtag und von 1947 bis 1981 Bürgermeister seiner Heimatgemeinde St. Anton im Montafon.

## Leben
Ignaz Battlogg wurde am 13. Jänner 1925 als Sohn des Bürgermeisters und Landwirts Ignaz Battlogg (senior) und dessen Frau Maria in St. Anton im Montafon geboren. In seiner Heimatgemeinde besuchte er von 1931 bis 1939 die Volksschule, ehe er ab 1940 zunächst als Helfer im elterlichen Betrieb im Alter von 15 Jahren ins Berufsleben eintrat. 1941 arbeitete der 16-Jährige als Postbote in St. Anton, in den Jahren 1942 und 1943 als Brenner und Müller bei der Firma Sika und beim Gipswerk St. Anton i. M. Zum 20. April 1943 trat er in die NSDAP ein (Mitgliedsnummer 9.525.798) und wurde im Alter von 18 Jahren zum Kriegsdienst eingezogen, in dessen Folge er sich am 19. August 1944 eine Kriegsverletzung zuzog, die er bis zum Kriegsende im Mai 1945 im Lazarett auskurierte. Ab 1945 arbeitete er zunächst als Arbeiter, ein Jahr später als Werksmeister beim Gipswerk St. Anton.
Im Jahr 1947 trat Ignaz Battlogg in die Österreichische Volkspartei ein und wurde Mitglied des ÖAAB. Noch im selben Jahr wurde er in die Gemeindevertretung von St. Anton im Montafon und zum Bürgermeister der Gemeinde gewählt. Beide Gemeindefunktionen übte Battlogg in weiterer Folge bis zu seinem Tod aus. Am 5. Jänner 1953 heiratete Ignaz Battlogg Margareta Karolina Zumkeller, mit der er fünf gemeinsame Kinder bekam.
Nach der Landtagswahl am 18. Oktober 1959 zog Ignaz Battlogg für die ÖVP als Abgeordneter im Wahlbezirk Feldkirch in den Vorarlberger Landtag ein. In diesem übte der ab 1962 hauptberuflich politisch tätige Ignaz Battlogg ab 1964 die Funktion des Klubobmanns der ÖVP-Landtagsfraktion aus. Vom 18. Mai 1976 an war er zudem Präsident der Landwirtschaftskammer Vorarlberg. 1980 bekam er den Titel Ökonomierat verliehen, bereits 1973 wurde er mit dem Ehrenzeichen des Landes Vorarlberg in Silber ausgezeichnet. Am 22. August 1981 verstarb Ignaz Battlogg im Alter von 56 Jahren.